# Alsó-Kecskevár
Alsó-Kecskevár mára elpusztult vár a Bükk-vidék csúcsrégiójának déli lejtőjén, Kisgyőrtől 5 km-re nyugatra fekszik.

## Elhelyezkedése
Alsó-Kecskevár a Kecskevár hegy alacsonyabb déli, a várral azonos nevű hegycsúcsán, 490 méteres magasságban fekszik.

## Története
A várat oklevelek nem említik, benne feltárás nem történt, így történetéről semmit sem tudunk. Helyének megválasztása és alaprajza miatt Nováki Gyula és Sándorfi György szerint feltehetőleg a 13. század második felében építették.

## Feltárása
Alsó-Kecskevár várában régészeti kutatás nem volt, a romok datálását segítő kerámiatöredékek sem kerültek elő. A várhegy szintvonalas felmérését Ráksi Miklós és Matlák Sándor végezte el 1970-ben.

## Leírása
A vár falainak néhány centiméter magas alapjai láthatóak a felszínen. Alakja szabálytalan ötszög, melynek mérete kb. 25x15 méter.